# Castellet-lès-Sausses
Castellet-lès-Sausses ist eine französische Gemeinde mit 140 Einwohnern (Stand 1. Januar 2022) im Département Alpes-de-Haute-Provence in der Region Provence-Alpes-Côte d’Azur. Sie gehört zum Kanton Castellane im Arrondissement Castellane. Die Bewohner heißen Castelains.
Die angrenzenden Gemeinden sind Saint-Martin-d’Entraunes im Norden, Villeneuve-d’Entraunes und Sauze im Nordosten, Daluis und Sausses im Osten, Entrevaux im Südosten, Saint-Benoît im Süden, Braux im Südwesten, Le Fugeret, Méailles und Thorame-Haute im Westen sowie Colmars im Nordwesten.
Die Grotte des Chamois in Castellet-lès-Sausses, liegt nahe dem Weiler Aurent. Sie öffnet sich etwa sechzig Meter über der Quelle des Coulomp. Erkundungen der Höhle haben gezeigt, dass es weitere Eingänge gibt, den Trou des Fantasmes und die N-I Nini-Höhle, die sich zur Gemeinde Méailles öffnen.

## Bevölkerungsentwicklung
| 1962 | 1968 | 1975 | 1982 | 1990 | 1999 | 2008 | 2016 |
| ---- | ---- | ---- | ---- | ---- | ---- | ---- | ---- |
| 152  | 134  | 104  | 114  | 119  | 106  | 113  | 134  |

Dieser Artikel oder Abschnitt ist übermäßig bebildert. Hilf mit, die Illustrationen auf ein angemessenes Niveau an repräsentativen Bildern zu reduzieren und sie gleichmäßiger im Artikel zu verteilen. Verschiebe die restlichen Abbildungen in eine Galerie bzw. Kategorie auf Wikimedia Commons, die du am Ende dieses Artikels verlinkst.